# Température homologue
La température homologue d'une substance est le rapport de sa température à son point de fusion, tous deux exprimés en kelvins :
{\displaystyle T_{\mathrm {h} }={\frac {T}{T_{\mathrm {f} }}}}.
Quand la substance n'est pas un corps pur ni un eutectique, le point de fusion considéré est la température de fusion commençante (dite température du solidus et souvent notée {\displaystyle T_{\mathrm {S} }}).

## Exemples
À température et pression ambiantes (T = 25 °C soit 298,15 K, P = 1 atm soit 101,325 kPa) :
- la température homologue du plomb est de 0,50 (Tf = 327,4 °C soit 600,6 K) ;
- celle du cuivre est de 0,22 (Tf = 1 084,6 °C soit 1 357,8 K).

## Importance
La température homologue permet d’estimer l’importance des phénomènes de diffusion dans un matériau, comme le montrent quelques exemples donnés ci-après.

### Fluage
Au-dessus d’une certaine température homologue d’au moins 0,3 à 0,4, les métaux fluent sous charge, c'est-à-dire que leur allongement croît avec le temps. C'est par exemple important dans les applications électroniques, dans lesquelles des structures constituées de différents métaux (par exemple revêtement de cuivre, brasure tendre au plomb, câblages filaires en aluminium ou en or) doivent résister à de grandes différences de température.

### Oxydation thermique
À basse température homologue, beaucoup de métaux et alliages (aciers inoxydables, titane, …) forment une fine couche passive d’oxyde les protégeant efficacement contre l’oxydation. Une température homologue élevée (de l’oxyde), par contre, favorise la diffusion à travers cette couche et ainsi la progression de la dégradation du métal par oxydation.

### Restauration et recristallisation
Lors du recuit, à partir d’une certaine température homologue, on observe dans les matériaux d’abord le phénomène de restauration, où les dislocations sont progressivement éliminées, puis, plus haut, à la recristallisation, qui aboutit à la formation d’une nouvelle microstructure. Pour les métaux, les contributions au durcissement obtenues par écrouissage (haute densité de dislocations) et par une microstructure à grains fins (loi de Hall-Petch) sont donc progressivement perdues.

### Densification des couches minces
Pour la croissance des couches minces obtenues par déposition physique ou chimique en phase vapeur, la température homologue influence la microstructure des couches.
- Zone 1 :  {\displaystyle T_{\mathrm {h} }\lesssim 0,3}. Faible mobilité des adatomes arrivant à la surface de la couche : tendance à former une microstructure défectueuse et microporeuse, avec néanmoins une certaine densification supplémentaire possible par bombardement atomique (notamment en pulvérisation cathodique, zone T).
- Zone 2 : {\displaystyle 0,3\lesssim T_{\mathrm {h} }\lesssim 0,5}. Mobilité suffisante des adatomes en surface, entraînant une couche dense de microstructure colonnaire.
- Zone 3 : {\displaystyle 0,5\lesssim T_{\mathrm {h} }}. Mobilité permettant également la recristallisation de la couche pendant la croissance, donnant une microstructure équiaxe.

### Durcissement structural
Le durcissement structural de certains alliages nécessite la présence d’une dispersion fine et stable de précipités.
1. Solution solide sursaturée. La solution solide obtenue à haute température est conservée sous forme métastable par trempe rapide à une faible température homologue, qui bloque quasiment la diffusion dans la matière.
2. Durcissement structural. Par un revenu contrôlé (température homologue ~ 0,5 et durée limitée), des précipités se forment, durcissant l’alliage.
3. Dégradation. Un traitement thermique excessif ou un usage à haute température, à température homologue trop élevée et pour un temps trop long, entraîne une croissance trop importante des précipités, qui perdent progressivement leur efficacité de durcissement.